# Vita Nostra
«Vita Nostra» (с лат. — «Наша жизнь») — фантастический роман Марины и Сергея Дяченко 2007 года. Получил большое количество отзывов:321, быстро стал культовой книгой и принёс авторам большую известность, роману было присуждено множество литературных премий. Вместе с романами «Цифровой, или Brevis est», «Мигрант, или Brevi finietur», «Vita Nostra: Работа над ошибками», «Vita Nostra: Собирая осколки» составляет цикл «Метаморфозы».
«Vita Nostra» — роман многосторонний и сложный, как в жанровом, так и в философском отношении. Жанр этой книги определить непросто: роман относят то к жанру философско-фантастического романа или метафизической притчи, то к фэнтези, то к научной фантастике, то к магическому реализму; в нём также усматривают сочетание городского фэнтези и романа воспитания.

## Название
Vita nostra brevis est, 

   Brevi finietur…
«Жизнь мы краткую живём, призрачны границы» — цитата из «Гаудеамуса»:326 (лат. Gaudeamus), средневекового гимна студентов. Эта фраза вынесена в название и, по словам авторов, отражает суть книги.

## Сюжет
[…] повествует она о жизни современной, и главная героиня — студентка, попавшая в переплёт. Ей сделали предложение, от которого она не может отказаться, — и вот Сашка (так зовут героиню) начинает учёбу в довольно странном Университете… Ей предстоит справиться с бременем страха, познать цену человеческих привязанностей, осмыслить смысл жизни — и попытаться перешагнуть границы…Цитата из интервью с авторами
Действие романа происходит на рубеже тысячелетий. Старшеклассница Сашка Самохина, отдыхавшая с мамой на море, знакомится с загадочным человеком в тёмных очках, от которого нельзя убежать — вместо этого Сашка раз за разом просыпается утром того же дня, в который она пыталась избежать встречи. Незнакомец даёт Сашке странное задание: каждое утро в четыре часа отправляться на пляж и нагишом плыть до буйка и обратно. Каждый раз после выполнения этого задания Сашку рвёт золотыми монетами. А пропуск хоть на один раз приводит к серьёзным неприятностям — сегодня инфаркт у курортного ухажёра Сашкиной мамы, на следующий день может быть что-то страшнее.
Спустя год тот же загадочный человек, задания которого по-прежнему выполняет Сашка, заставляет её поступить в загадочный Институт специальных технологий вымышленного авторами города Торпы, где первокурсников, попавших сюда, выполняя такие же странные, а то и страшные задания от загадочных «кураторов», принуждают учить наизусть бессмысленные тексты и выполнять головоломные упражнения, не объясняя, чему их, собственно, учат и кем они станут. Во время обучения студенты тяжело болеют, теряют связь с реальностью, а то и превращаются в хтонических тварей — порой буквально, физически. Провалить сессию недопустимо: расплатой за это может стать жизнь близких людей или даже собственная жизнь студента — не сдавших зачёт по «специальности» больше никто никогда не видел.
Многое проясняется ближе к переводному экзамену. Постепенно вся бесчеловечность происходящего выступает на передний план. Все преподаватели Института специальных технологий — Слова и Грамматические Категории Гипертекста (Гипертекст в мироздании романа М. и С. Дяченко есть Бог; иначе говоря, живой организм, которому требуются новые люди для своего расширения и обогащения), а некоторые из них никогда и не были людьми. После госэкзамена студентам предстоит стать Частями Речи («Программы»), формирующей наш мир, и прекратить своё материальное существование, но обрести новую сущность, новые возможности и новое Я. Пройдя все испытания, Сашка Самохина (производная от имени «Самуил» — «услышанный Богом») обнаруживает, что её природа намного более могущественна, чем полагали её преподаватели: Сашка — не просто глагол, а «Пароль — ключевое слово, открывающее новую информационную структуру», иначе говоря, создающее новый мир. Обладающая способностью коренным образом преобразовывать Великую Речь, Сашка готовится «прозвучать» как слово на экзамене. В финале она создаёт иной мир, где любовь не отягощена страхом.

## Главные герои
- Сашка Самохина — главная героиня романа, студентка. Воспитывалась одинокой матерью: отец бросил семью.
- Фарит Коженников — куратор Сашки и значительной части её однокурсников, грамматическое правило. Он же Лилия Попова. Выглядит как обычный мужчина (или как обычная женщина), носит тёмные очки.
- Портнов Олег Борисович — преподаватель специальности, учебник. Выглядит как обычный мужчина, носит очки и забранные в хвост длинные светлые волосы. Имеет репутацию чрезмерно строгого преподавателя. Никогда не был человеком.
- Стерх Николай Валерьевич — преподаватель введения в практику. Выглядит горбуном; на самом деле его горб — сложенные крылья. В отличие от Портнова, был человеком, но «очень давно».
- Константин Коженников — сын Фарита Коженникова, одногруппник Сашки.
- Егор — студент на курс младше Сашки.
- Лиза Павленко — сокурсница Сашки и Кости.

## Проблематика
По утверждению Юлии Андреевой, биографа Марины и Сергея Дяченко, авторы в «Vita Nostra» «вышли на новые рубежи понимания того, что есть личность, что есть человек, новые рубежи понимания гносеологии, эвристики, философии… даже теологии»: многие из читателей романа находят в нём аллюзии с Ветхим Заветом и библейской концепцией сотворения мира:322. Писатель и критик Виталий Каплан отмечает, что «„Vita nostra“ — это духовно-философский роман, которые у Марины и Сергея бывают нечасто. Ведь в большинстве их произведений основной упор делается не на метафизику души, а на психологию и этику».
По мнению Виталия Каплана, в романе «Vita Nostra» метафизическая проблематика преобладает над этической, духовное — над душевным, психологическим. В отличие от более ранних произведений Дяченко, конфликт из области межличностных отношений в этом романе «почти полностью переместился в сферу надличностных ценностей». Отмечая, что некоторыми читателями роман был воспринят как затрагивающий проблему соотношения цели и средств (оправдывает ли благая цель насилие), Каплан указывает, что, по его мнению, писателей интересовали другие проблемы: «Отношения не между людьми, а между человеком и чем-то, что выше его (или ниже?). Речь, её красота, ее гармония, её великие смыслы — так ли уж велика её ценность, чтобы ради неё утратить свою человеческую природу?» Основным конфликтом романа Каплан считает конфликт между жаждой познания и любовью: Сашка Самохина оказывается в ситуации, когда между ними приходится выбирать. Любовь — та ценность, от которой Сашка категорически не хочет отказываться, хотя и Речь её влечёт. Её выбор не очевиден до самого финала. В конце романа основной конфликт удаётся разрешить: героиня, получив божественное всемогущество, создаёт мир, где нет страха, но есть любовь, в то время как для нашего мира связка любви и страха неизбежна.
В другой статье Каплан называет основным конфликтом романа конфликт между человечностью и тягой к познанию и отмечает, что человечность здесь представляет нечто большее, чем привычная нам этика: «Это сама природа человеческая, которая у студентов Института специальных технологий непрерывно видоизменяется».
Критик Т. Щербина утверждает, что «Vita Nostra» — история «про то, как каждый день делается невидимое миру сверхчеловеческое усилие, для того чтобы осуществиться. Не просто выжить, адаптироваться или преуспеть в обществе, а узнать, как и для чего устроено мироздание. Узнать теоретически, поверив на слово — нельзя, только на собственном опыте, только деформировав себя как манекен, расцарапав его, добравшись до спрятанной в самой его глубине сути. Каждый день, когда не совершаешь внутреннего подвига, который оказывается всего-то маленьким шажком (а вдруг еще в неверном направлении), — деградируешь».
Согласно литературоведу Е. Шкурову, центральная проблема «Vita Nostra» — поиск истинной природы мира, но проблематика романа к этому не сводится и чрезвычайно богата: студенческая жизнь, взаимоотношения родителей и детей, юношеская любовь и др.:162
Как отмечает литературовед и критик Михаил Назаренко, проблематика «Vita Nostra» очень тесно связана с исканиями советской и постсоветской фантастики 1980—1990-х годов, особенно с поздним творчеством Стругацких. В частности, можно проследить такие мотивы, как изначальное несовершенство мироздания; отрицание социальной инженерии, поиск выхода в области педагогики и/или иррационального («духовности»); существование в искусственном мире, который был создан не ради его обитателей, но ради неких, часто непознаваемых целей, и возможность выйти из этого мира во «внешний» мир — вероятно, столь же несовершенный. Однако в романе Дяченко эти мотивы подвергаются модификации:
1. Мир хотя и несовершенен, но при этом в его основе — гармония Речи, и каждый человек может являться словом, кем-то произнесённым. С этим связана глобальная ответственность героев — ответственность личная.
2. Социальные проекты в мире «Vita Nostra» не имеют никакой значимости. Они не могут повлиять на глобальное несовершенство мира (страх как основной стимул) и не имеют никакого влияния на Речь.
3. Создатель в мире романа отсутствует; соответственно, этот мир не является «моделью», и выход из него до самого финала книги представляется невозможным.

Очень значима в «Vita Nostra» тема мира-как-текста; традиционная семиотическая трактовка этой темы (восходящая посредством романтизма к средневековой философии) соединена в романе с псевдонаучной теорией ноосферы (хотя этот термин в романе и не употребляется) и имеет отсылки к античным учениям о Логосе. Как подчёркивает Назаренко, через весь роман проходит тема тождественности объекта и его имени и/или зазора между ними, постулируется полное отождествление Слова и реальности.
Находят отражение в «Vita Nostra» два мифа о пещере — миф Аристотеля и миф платоновский. Два этих мифа коренным образом различны: у Платона подлинное знание приобретают те, кто вышел за пределы материального мира (во всяком случае, своим сознанием), у Аристотеля же сам тварный мир свидетельствует о божественном происхождении. В европейской интеллектуальной и духовной традиции оба взгляда соединены; финал «Vita Nostra» тоже их соединяет. Назаренко пишет, что Сашка, безусловно, покидает «платоновскую пещеру», но в романе заявляется также об организующей роли гармонии Речи, проявляющейся в самом мироздании.
Назаренко указывает, что система мира в «Vita Nostra» — гностическая. При этом Дяченко специально не изучали историю гностических учений, так что в романе проявляется «память жанра» — или «память культуры» в чистом виде. Персонажи романа пребывают в замкнутом мире, отягощённом страхом, а преподаватели — архонты, ангелы-мироправители (включая Стерха, который крылат) — помогают людям выйти за пределы бытия. Однако, как оказывается, гармония Речи является всё же основой того же страшного мира, и, достигая полной реализации, оставляя привычную жизнь, студенты становятся частями несовершенного мироустройства, управляемого всё тем же страхом. Так, сокурсника Сашки Фарит Коженников готовит в свои преемники.
Как пишет Назаренко, выход, найденный героиней Дяченко, находится в плоскости этики, а не философии — в философском аспекте финальный поступок Сашки только подтверждает гностическую концепцию мироздания: этот мир нельзя изменить, а можно лишь покинуть, превратившись в божество; кроме того, без изначального несовершенства этого мира и без страха как стимула невозможен был бы и прорыв. Но в действительности замкнутый гностический космос разрушается христианской этикой. Отказ Сашки от страха — воплощение не процитированных в романе слов апостола Иоанна, содержащих христианскую концепцию обожения: «Бог есть любовь, и пребывающий в любви пребывает в Боге, и Бог в нём. <…> В любви нет страха, но совершенная любовь изгоняет страх, потому что в страхе есть мучение. Боящийся несовершен в любви». К тому же всё-таки Сашка не покидает наш мир, когда создаёт свой: она остаётся с теми, кого любит, но при этом уже не испытывает страха.
По выводу Назаренко, роман Дяченко позволяет понять, что «многие важнейшие для западной культуры „тематические поля“ (термин Станислава Лема) устойчиво существуют в культурной памяти и трансформируются в зависимости от целей того или иного писателя — и вне зависимости от того, сознаёт ли он сам генеалогию используемых тем и мотивов».

## Художественные особенности
Роман достигает сближения с «большой литературой» за счёт вшитых в его текст сложных платоновских аллюзий, мастерской игры с читательскими ожиданиями (на каком-то этапе читателю кажется, что перед ним — очередная книга о «школе волшебства», но это впечатление оказывается обманчивым), балансирования на стыке самой высокой интеллектуальной абстракции и плотной, узнаваемой и осязаемой бытовой прозы.
В этом романе характерное для Дяченко умение прописывать тонкие психологические детали поднято на новую высоту, в результате чего читатель верит самым невероятным трансформациям героини:322. «Vita Nostra» изобилует узнаваемыми, плотными, вещными деталями — томная июльская жара на южном курорте, сквозняки из старых расшатанных окон студенческого общежития. Реальность романа — вязкая и затягивающая; как отмечает критик С. Евсюкова, «эту книгу не читаешь — в неё проваливаешься и начинаешь в ней жить». В. Каплан пишет, что «с первых же страниц у читателя возникает стопроцентное сопереживание героям. Вместе с героиней мы пугаемся, негодуем, пытаемся вырваться из кошмара, которым оборачивается милая и уютная реальность».
Есть в романе и такая особенность, присущая творчеству Дяченко, как и некоторая недосказанность, действующая на воображение читателя:322.

### Жанровые особенности
Г. Файзуллина относит «Vita Nostra» к жанру философско-фантастического романа, для которого характерна постановка метафизических вопросов, особая художественно-образная выразительность, достигающаяся за счёт описания экстремальных событий и присутствия в качестве действующих лиц фантастических, символических или условных персонажей в вымышленных культурных ситуациях.
В статье О. Мохначёвой роман Дяченко рассматривается как фэнтези, признаками чего в романе являются, по мнению исследовательницы, «игровая природа текста, герои в процессе инициации (схема которой в «Vita Nostra» построена по жанровым законам фэнтези), непосильные квесты, „иная реальность“, прорывающаяся сквозь привычный быт, псевдоангелы с крыльями и пр.». Е. Иванова анализирует «Vita Nostra» как часть фэнтезийной трилогии «Метаморфозы».
Однако, по мнению С. Цикавого, роман является не фэнтезийным, а научно-фантастическим; исследователь называет такие признаки научной фантастики в «Vita Nostra», как особенности сюжета, характеротворчества, идейного наполнения романа, а также авторское допущение о мире как гипертексте, в котором люди являются частями речи и отдельными словами, — то есть допущение гуманитарно-научного характера, использующее отдельные идеи постмодернизма, в частности — «мира как текста» Ж. Деррида.
Е. Шкуров тоже относит «Vita Nostra» к научной фантастике: как утверждает исследователь, несмотря на то, что особенности фантастического допущения сближают текст с фэнтези, в романе нет сверхъестественного, магии или других маркеров фэнтезийной литературы. Способности персонажей имеют не сверъестественное происхождение, а могут быть объяснены познанием неведомых земной науке аспектов мироустройства:160,162.
Е. А. Сафрон считает, что «Vita Nostra» сочетает в себе элементы городского фэнтези и романа воспитания. Признак городского фэнтези в романе — принцип двоемирия: в обычной городской среде обнаруживается вход в потусторонний чудесный мир. Признаки романа воспитания — образы учителей, мотивы обучения, инициации, превращения и др. В результате авторами создан новый специфический жанр фэнтезийного романа воспитания, где элементы городского фэнтези представляют собой лишь фон для демонстрации превращения личности студентки Александры Самохиной из человека в богоподобное Слово — составляющую всесильного Гипертекста, который управляет мирозданием.
По утверждению Е. А. Сафрон, уже строки «Гаудеамуса», использованные в заглавии романа, отсылают к поэтике романа воспитания. Как связующее звено между жанровыми традициями, представленными в романе, предстаёт образ Торпы — города, где происходит обучение. Этот образ, с одной стороны, формирует хронотоп для городского фэнтези, с другой — становится компонентом новой личности героини, процесс формирования которой лежит в основе поэтики романа воспитания. Немало места в романе уделяется лирическим описаниям городского пространства, что характерно в целом для городского фэнтези.
В. Каплан писал, что «„Vita Nostra“ — это не роман взросления в метафизическом антураже. Это метафизический поиск в антураже романа взросления».
По мнению Е. Н. Ковтун, «фантастическая посылка романа — Вселенная, представляющая собой информационный суперкод, — вполне научна. Идеи Логоса (во вселенском „гипертексте“ героиня оказывается Глаголом Повелительного Наклонения) и Творения — волевого нравственно ориентированного акта создания новых сущностей — традиционно фэнтезийны».
С. Евсюкова в журнале «Мир фантастики» утверждает, что «Vita Nostra» «сложно отнести к конкретному жанру: то ли это городское фэнтези, то ли магический реализм, то ли метафизическая притча».
По словам М. Назаренко, «начинается книга как фантастический триллер, заканчивается как притча с использованием библейских мотивов.

## Претексты
Важным для романа контекстом являются произведения, где описаны магическая школа или институт. В частности, значимыми для романа были радикально переосмысленный цикл романов Дж. К. Роулинг о Гарри Поттере (1997—2007) — образ преподавателя Портнова заставляет вспомнить образ Северуса Снейпа — и Научно-исследовательский институт Чародейства и Волшебства (НИИЧАВО) из повести-сказки Стругацких «Понедельник начинается в субботу» (1965), которая была культовой для нескольких поколений советских интеллигентов. Непосредственно побудила авторов написать «Vita Nostra» пьеса Эжена Ионеско «Урок» (La Leçon by Eugène Ionesco, 1951).
Отмечая, что проблематика «Vita Nostra» очень тесно связана с исканиями советской и постсоветской фантастики 1980—1990-х годов, особенно с поздним творчеством Стругацких, Михаил Назаренко называет такие претексты, как роман Стругацких «Отягощённые злом, или Сорок лет спустя», где, в частности, присутствует мотив изначального несовершенства мироздания (в заглавие этого романа вынесена присутствующая в тексте цитата из энциклопедии «Мифы народов мира»: «…у гностиков Д[емиург] — творческое начало, производящее материю, отягощённую злом»), роман «Град обреченный» Стругацких (1970—1975, опубликован в 1988—1989 годах) и роман «Час Быка» Ивана Ефремова (1969) — в обоих романах присутствует «замкнутый мир», причём в «Граде обреченном» это мир искусственный: герои являются участниками непонятного Эксперимента.

### Цитаты в «текстовых модулях»
Несколько раз Сашка, читая бессмысленный набор букв в «текстовом модуле», внезапно начинает воспринимать связные строки: «Она читала и читала, пока из скрежета в ее мозгу не прорвались
вдруг слова…» Таких фрагментов в «Vita Nostra» шесть, один из них оказывается предсказанием близкого будущего, а пять остальных — точные цитаты из литературы, русской и зарубежной. В каждом случае значим и сам процитированный фрагмент, и его контекст в оригинале — благодаря ему Дяченко расширяют культурный контекст романа и заостряют внимание читателя на нескольких принципиально важных темах.
|   | Цитируемые фрагменты (курсивом выделены строки, приведенные в романе) | Источники                                                                           | Затрагиваемые темы |
| 1 | «Он стоял в самом сердце Дома Мудрости, открытом небу. Внезапно он увидел перед собой закутанного в белый хитон человека, наблюдавшего за ним сквозь падающие струи фонтана. В тот момент, когда глаза их встретились, какая-то птица звонко запела на ветке. И Гед понял, о чем поет птица; понял язык журчащей в чаше фонтана воды. Он понял, о чем говорят облака на небе, о чем шелестят качаемые ветерком деревья. Ему показалось, что и сам он — слово, произнесенное солнечным светом. Но этот миг прошел, и он, вместе с окружающим его миром, стал таким же, как и прежде. Впрочем, не совсем таким…» | Урсула К. Ле Гуин. Волшебник Земноморья (1968)                                      | Тема мира-как-текста, единство объекта и его имени, слова и предмета, отождествление Слова и реальности |
| 2 | «Он искал своего прежнего привычного страха смерти и не находил его. Где она? Какая смерть? Страха никакого не было, потому что и смерти не было» | Лев Толстой. Смерть Ивана Ильича (1886)                                             | Предугадывание финала романа: выход за границы тварного мира, туда, где не властны страх и смерть |
| 3 | «Он не спал всю ночь. Он сорвал этот цветок, потому что видел в таком поступке подвиг, который он был обязан сделать. При первом взгляде сквозь стеклянную дверь алые лепестки привлекли его внимание, и ему показалось, что он с этой минуты вполне постиг, что именно должен он совершить на земле. В этот яркий красный цветок собралось все зло мира. Он знал, что из мака делается опиум; может быть, эта мысль, разрастаясь и принимая чудовищные формы, заставила его создать страшный фантастический призрак. Цветок в его глазах осуществлял собою все зло; он впитал в себя всю невинно пролитую кровь (оттого он и был так красен), все слезы, всю желчь человечества. Это было таинственное, страшное существо, противоположность Богу, Ариман, принявший скромный и невинный вид. Нужно было сорвать его и убить» | Всеволод Гаршин. Красный цветок (1883)                                              | Борьба одного человека с мировым злом (в «Vita Nostra» — с мировым страхом), переход на иную сторону бытия (герой «Красного цветка» — пациент сумасшедшего дома), воплощение эйдоса в реальности. В финале — неразличимые и тождественные победа/смерть героя, его уход из мира. Мотив человекобожества |
| 4 | «Вдвоем они смогли отволочь Сиви по проулку прочь от гавани. Кругом валялись тела. На лимонном дереве висела девушка. Они вошли в какой-то пустой дом через черный ход и положили Сиви на кушетку. По полу к шкафу тянулся кровавый след. Доктор заглянул в шкаф и сразу закрыл его. Там лежал труп обнаженной девушки с отрезанной грудью». «Они могут плести резню на улицах, но какое это, в конце концов, имеет значение? Ведь другая ткань, ткань жизни, тоже сплетается нескончаемо, и когда они сжигают один город, из руин поднимается другой. Гора становится только больше и еще величественнее возвышается над равнинами и пустынями» | Эдвард Уитмор. Синайский гобелен (1977)                                             | Первый из этих двух процитированных фрагментов описывает измирский погром 1922 года (массовое умерщвление греков и армян города Смирна турецкими войсками) — концентрированный образ властвующего в мире насилия, преодолеваемого некой высшей гармонией, воплощённой в священном Городе на Горе        |
| 5 | «Если бы существовали люди, которые всегда жили бы под землей в хороших пышных покоях, украшенных изваяниями и картинами и снабженных всем тем, что находится в изобилии у людей, почитаемых счастливыми, и, однако, никогда не выходили бы на земную поверхность, они только понаслышке знали бы о существовании божества и божественной силы. сли бы затем когда-нибудь разверзлись земные недра и они могли вырваться и выйти из своих потаенных жилищ в те места, которые мы населяем, и внезапно увидели землю, моря и небо, постигли величину облаков и силу ветров, узрели и постигли солнце, его величину и красоту и действенность, узнав, что оно порождает день, разливая свет по всему небу, а когда ночь омрачает землю, они созерцали бы небо, целиком усеянное и украшенное звездами, и переменчивость света луны, то возрастающей, то убывающей, и восход и закат всех светил, и вовеки размеренный бег их, если бы они все это увидели, то, конечно, признали бы, что существуют боги и что эти столь великие творения — дело богов» | Аристотель. О философии. Процитировано у Цицерона (О природе богов, II, XXXVII, 93) | Тварный мир, свидетельствующий о подлинном знании (в отличие от платоновского мифа о пещере: у Платона подлинное знание приобретается лишь при выходе за пределы материального мира); организующая роль гармонии Речи, которая проявляется в самом мироздании                                           |

## Известность и отзывы
О «Vita Nostra» Дяченко писали в толстых журналах как о «большой литературе», что редкость для книги, на обложке которой значится «городское фэнтези». Дмитрий Быков называл «Vita Nostra» шедевром. Роман стал культовым и, как отмечает критик Галина Юзефович, «пробил стену, отделявшую так называемую „фантастику“ от так называемой „большой литературы“: его внезапно заметили, прочли и полюбили даже те, кто привычно игнорировал массовые жанры». У читателей и критиков возникло множество толкований как смысла романа, так и самой его фабулы.
«Vita Nostra» явилась основой для большого количества фанфиков, так или иначе использующих лежащую в основе романа идею.
Вскоре после первой русскоязычной публикации роман начали переводить: вначале на польский и венгерский, затем и на другие языки. В 2013 году «Vita Nostra» опубликована на английском и стала бестселлером. Рецензенты сравнивали её с циклом «Волшебники» Льва Гроссмана, «Лексиконом» Макса Барри и «Историком» Элизабет Костовой, а автор статьи в Washington Post назвал книгу «анти-Поттером, про который вы даже не подозревали, как он вам нужен».

## Награды и премии
- Роман получил премию «Золотой кадуцей» в номинации «Крупная форма» на фестивале «Звёздный мост-2007».
- Был удостоен премии «Книга года по версии Фантлаба» в 2007 году.
- В 2007 году роману была присуждена неофициальная премия литературоведа и критика Михаила Назаренко «Мраморный фавн».
- В 2008 году роман вошёл в список лучших фантастических книг по версии журнала «Афиша», в номинации «Выбор экспертов» (список 10 лучших фантастических книг постсоветской эпохи, который был составлен по результатам голосования экспертного совета, включавшего Алексея Иванова и Бориса Стругацкого. Совет не учитывал произведения писателей, чьим основным жанром фантастика не является, таких как Виктор Пелевин и Владимир Сорокин)[15].
- В 2008 году на конференции «ЕвРосКон-2008» роман удостоился премий «Роман. 1 место» («Золотой РОСКОН») и «Премия премий», а также получил премию «Сигма-Ф» (приз читательских симпатий журнала «Если»).
- В 2008 году роман был удостоен премии фестиваля фантастики «Серебряная стрела» в номинациях «Лучшая фантастическая книга» и «Лучший женский образ».
- В 2008 году роману была вручена премия «Лунный меч» фестиваля «Странник».
- В 2008 году роман получил премию критиков-фантастоведов «Большая Филигрань».
- Французская литературная премия «Гран-при Воображения» за лучший роман, переведенный на французский язык, присуждена в 2020 году[16].
- В 2020 году был вручён и ряд других премий за переведенный роман: «Планета НФ — премия блогеров» (Le Prix Planète-SF des Blogueurs, 2020 // Лучшая книга года (Украина)), «Премия сайта Elbakin.net» (Prix Elbakin.net, 2020 // Переводной роман фэнтези (Украина)), «Премия фестиваля „Имажиналии“» (Prix Imaginales, 2020 // Зарубежный переводной роман (Украина)).

## Продолжения
В 2021 году вышло прямое продолжение романа «Vita Nostra: Работа над ошибками», в 2024 году — третья часть трилогии «Vita Nostra: Собирая осколки». В цикл «Метаморфозы» входят, помимо трилогии «Vita Nostra», также романы «Цифровой, или Brevis est», вышедший в 2009 году, и «Мигрант, или Brevi finietur», опубликованный в 2010 году (латынь, присутствующая в названиях романов, складывается в строки из «Гаудеамуса»:326).
Романы, входящие в цикл, различны в жанровом отношении: в отличие от «Vita Nostra», «Цифровой» относят то к жанру посткиберпанка:326, то к жанру антиутопии и городского социально-психологического фэнтези, а «Мигрант» считают близким к космической фантастике:326 или видят в нём сочетание признаков утопии и антиутопии.
Писатель и критик В. Пузий полагает, что первая и вторая части цикла, «Vita Nostra» и «Цифровой», связаны не сюжетно, а скорее тематически: оба романа написаны о том, как и в каком направлении можно сознательно изменить человека («сознательно» означает манипуляцию). Однако кандидат филологических наук и критик Д. Маркова в публикации в журнале «Знамя» утверждает, что «Vita Nostra» и «Цифровой» связаны основной сюжетной схемой и системой персонажей: «В центре — учитель и талантливый ученик, который открывает для себя новые, ведущие к преображению способности, и плата за них».
Биограф Марины и Сергея Дяченко Юлия Андреева считает, что если в «Vita Nostra» изображён мир Слова, а в романе «Цифровой» — мир Цифры, то в «Мигранте» показан мир Идеи: в этом романе очень убедительно описана цивилизация, где мир идей имеет полную власть над материальным миром:326—327.

### Комментарии
1. ↑  См. цитату из Аристотеля, фрагмент из которой присутствует в романе в эпизоде чтения Сашкой «текстового модуля».
2. ↑  Платоновский миф о Пещере герои «Vita Nostra» обсуждают на лекции по философии («В мифе о пещере Благо изображается как Солнце, идеи символизируются теми существами и предметами, которые проходят перед пещерой, а сама пещера — образ материального мира с его иллюзиями…»). От платоновского мифа Аристотель отталкивался при создании собственного мифа о пещере[5].